# Henrietta Lullier
Henrietta Zofia z Puszetów Lullier, född 1716, död 22 december 1802, Warszawa, var en fransk spåkvinna och bordellägare verksam i Polen. Hon var en inflytelserik bekant till kung Stanisław II August Poniatowski av Polen och hans bror Kazimierz Poniatowski. Hon organiserade kungens sexualliv och kunde också utföra diplomatiska uppdrag åt honom genom de kontakter hon slöt i sin exklusiva bordell. Hon sågs som en ökänd symbol för samtida dekadans i Polen och ett flertal smädesskrifter utgavs om henne. 